# Akroterij
Akroterij (prema grčkoj riječi „akroterion“, što znači vrh, glavica) je naziv za kiparski oblikovani samostalni ukras smješten na vrhu i na oba kraja zabata grčkoga hrama. 
Ovi ukrasi su često bili izrađeni od terakote, te stoga zbog svoje lomljivosti uglavnom nisu sačuvani. Ipak, poznato je primjerice da su akroterije imali Afajin hram u Egini, Partenon, Trajanov hram u Pergamu i dr.
U početku akroteriji prikazuju simboličke motive (npr. liru), pa palmete, akantusovo lišće, a na koncu i figure različitih mitoloških životinja i božanstava (sfinga, grifon, Gorgona, Nike).
Akroterij se često primjenjuje i kod manjih spomenika – npr. stela i sarkofaga.
Ovaj dekorativni motiv je iz grčke prešao u rimsku umjetnost, a nerijetko ga nalazimo i kasnije, u umjetnosti i arhitekturi koja se oslanja na klasične obrasce.